# El Fadrí

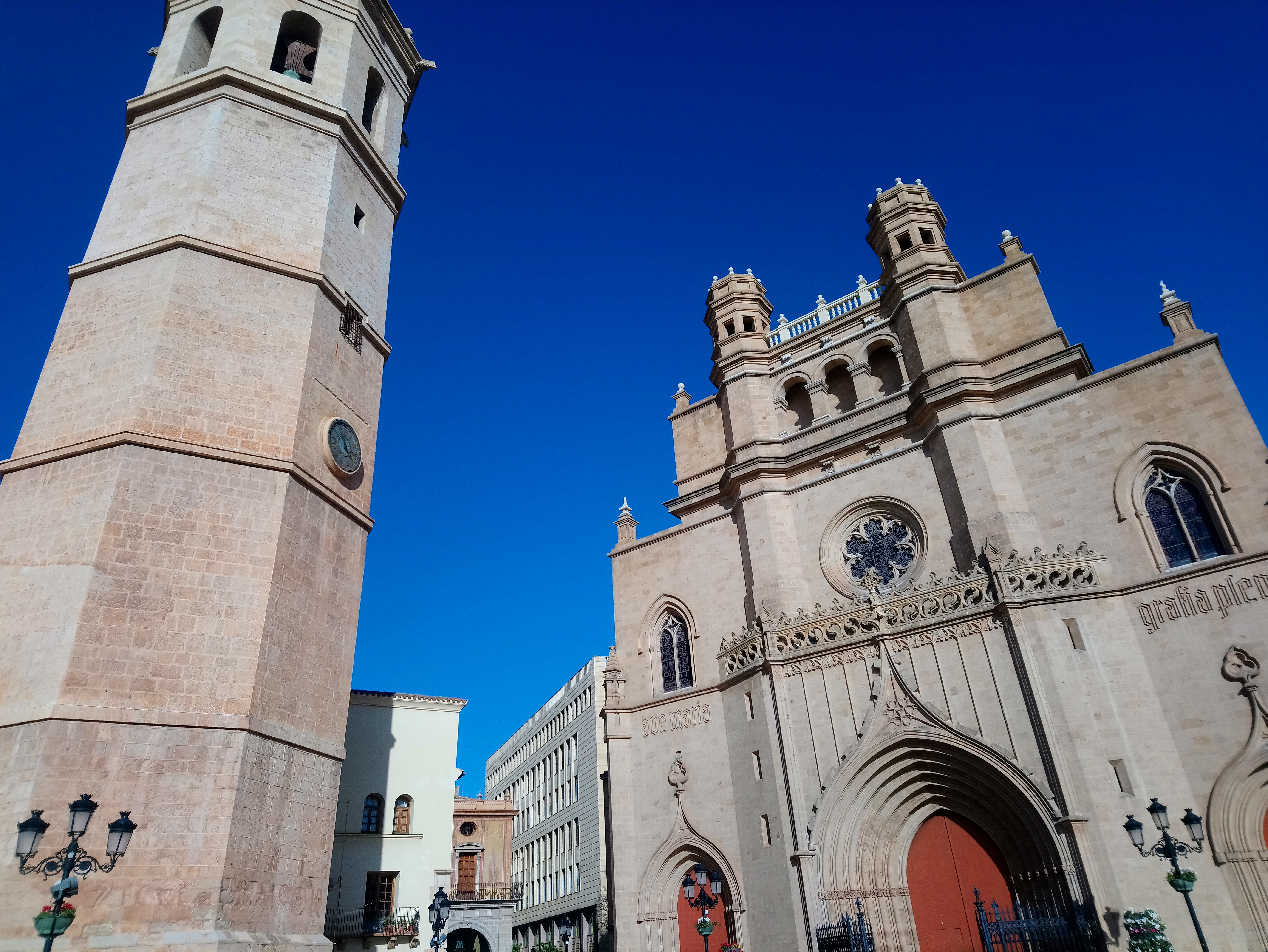
El Fadrí con la Catedral

El Fadrí és el nom popular de la torre campanar de Castelló de la Plana, i un dels seus símbols més emblemàtics.
La torre és propietat municipal, per això també se li pot dir Campanar de la Vila, es caracteritza pel fet que està separada de la catedral, a diferència d'altres campanars que es troben integrats en el mateix edifici eclesiàstic. Situat a la plaça Major, al centre de la ciutat, al costat de la dita església de Santa Maria i de l'Ajuntament.
És un edifici de planta octogonal, seguint el tipus establert del gòtic català, de quatre cossos que corresponen amb la càmera del rellotge, la presó, l'habitatge del campaner i la càmera de les campanes (disposa de vuit campanes de volteig i tres fixes situades en el capitell per a assenyalar els quarts i les hores). Finalment trobem una terrassa rematada per un templet. En el seu interior hi ha una estreta escala de caragol que permet l'accés a cadascuna de les plantes. La seua altura és d'uns 58 metres.
Les seues obres van començar en 1440. En 1457 va intervenir el mestre Saera construint aproximadament el primer cos: probablement es tracta del picapedrer Guillem Saera, mestre major de l'església de Sant Lluc d'Ulldecona i de diverses obres empreses pel municipi de Tortosa al segle xv, entre altres la monumental font gòtica o de l'àngel. Després d'una llarga paralització i diverses propostes en 1593 van intervenir i van finalitzar la torre Francesc Galiança de la Llanxa, Guillem del Rei, Pere Crosali, Marc Volsanys, Antoni i Joan Saura; segons les traces que havia presentat el portuguès Damián Méndez en 1591.
L'accés a la torre es fa a través d'una porta de llinda amb una fornícula a la part superior flanquejada per volutes i un frontó triangular a la part superior. Sota els escuts del Regne de València i les Torres de Castelló hi ha una inscripció en llatí que fa referència a la construcció de la torre entre els anys 1591 i 1604.
És destacable la semblança formal d'aquest campanar amb els de l'església arxiprestal de Sant Mateu i l'església del Salvador de Borriana.